# نظام بيئي رقمي
النظام البيئي الرقمي (بالإنچليزية: Digital Ecosystem) هو نظام تقني اجتماعي مَفتوح وموزع وقابل للتكيف يتمتع بخصائص التنظيم الذاتي وقابلية التوسع والاستدامة المستوحاة من النُظم البيئية الطبيعية. تعتمد نماذج النظام البيئي الرقمي على معرفة النظم البيئية الطبيعية، وخاصة فيما يتعلق بالجوانب المتعلقة بالمنافسة والتعاون بين الكيانات المتنوعة. يُستخدم المُصطلح في تقانة المعلومات، وصناعة الترفيه، والمنتدى الاقتصادي العالمي.

## تاريخ
تم طرح مفهوم النظام البيئي الرقمية في عام 2002 من قِبل مجموعة من الباحثين الأوروبيين، مثل فرانشيسكو ناشيرا، وباولو ديني، وأندريا نيكولاي، الذين طبقوا المفهوم العام للنظم البيئية الرقمية لنمذجة عملية تبني وتطوير المنتجات والخدمات القائمة على تكنولوجيا المعلومات والاتصالات في الأسواق التنافسية والمجزأة للغاية مثل السوق الأوروبية . بدأ إليزابيث تشانج وإرنستو دامياني وثارام ديلون في عام 2007 مؤتمر IEEE DEST للأنظمة البيئية والتقنيات الرقمية. في عام 2009، بدأ ريتشارد شبير ، ويواكيم بدر، ودومينيك لوران، وهيروشي إيشيكاوا مؤتمر ACM حول إدارة الأنظمة البيئية الرقمية (MEDES) .

## وجهات نظر
لقد تم تطبيق استعارة ونماذج النظام البيئي الرقمي على عدد من مجالات الأعمال المتعلقة بإنتاج وتوزيع المنتجات والخدمات التي تعتمد على المعرفة المكثفة، بما في ذلك التعليم العالي. يهدف هذا البحث إلى توفير الأساليب والأدوات لتحقيق مجموعة من أهداف النظام البيئي (على سبيل المثال الاستدامة، والعدالة، والسيطرة على المخاطر). وتُعتبر هذه الأهداف بمثابة خصائص مرغوبة ينبغي تعزيز ظهورها من خلال التنظيم الذاتي للنظام البيئي الرقمي، وليس كأهداف تصميم صريحة كما هو الحال في تكنولوجيا المعلومات التقليدية.

## روابط خارجية
- المؤتمر الدولي لجمعية الحوسبة الآلية حول إدارة النظم البيئية الرقمية (MEDES) (منذ عام 2009) - مؤتمر علوم الكمبيوتر للدراسات متعددة التخصصات حول النظم البيئية الرقمية والتحليل
- المؤتمر الدولي لمعهد مهندسي الكهرباء والإلكترونيات حول النظم البيئية الرقمية والتقنيات ذات الصلة (IEEE-DEST 2012) - مؤتمر علوم الكمبيوتر للنظم البيئية الرقمية والتقنيات ذات الصلة. عقدت من عام 2007 إلى عام 2013.